# Dekanat Pförring
Das Dekanat Pförring war eins der (bis 2022) 33 Dekanate des Bistums Regensburg. Es gehörte zur Region IV – Kelheim des Bistums Regensburg. Mit Wirkung vom 1. März 2022 wurde das Dekanat mit dem Dekanat Geisenfeld vereinigt zum Dekanat Geisenfeld-Pförring.

## Liste
Zum Dekanat gehörten die nachfolgend aufgeführten Seelsorgeeinheiten (Stand: 2013). Die „führende“ Pfarrei, meistens der Sitz des zuständigen Pfarrers und des Pfarramtes, wird zuerst aufgeführt, die an der Pfarreiengemeinschaft beteiligten Pfarreien sind durch Semikolon getrennt, alle zu einer Pfarrei gehörigen Exposituren, Benefizien und Filialen werden direkt nach der jeweiligen Pfarrei, vor dem trennenden Semikolon, aufgezählt. Die Liste ist alphabetisch nach den Ortsnamen der führenden Pfarreien geordnet.
- Pfarrei Hl. Kreuz, Altmannstein, dazugehörig Filiale St. Nikolaus, Berghausen; Pfarrei St. Peter und Paul, Hagenhill, dazugehörig Filiale St. Maria Magdalena, Schwabstetten; Pfarrei Unsere Liebe Frau, Sollern, dazugehörig Benefizium St. Leodegar, Mendorf und Expositur St. Martin, Steinsdorf; Pfarrei St. Bartholomäus, Tettenwang
- Pfarrei St. Salvator, Bettbrunn, dazugehörig Filiale St. Margaretha, Weißendorf
- Pfarrei St. Wolfgang, Großmehring, dazugehörig Filiale St. Johannes der Täufer, Demling; Pfarrei St. Martin, Theißing, dazugehörig Filiale St. Stephan, Pettling
- Pfarrei Mariä Himmelfahrt, Kösching; Pfarrei St. Martin, Kasing
- Pfarrei St. Nikolaus, Mindelstetten, dazugehörig Filiale St. Petrus und Paulus, Hiendorf und Filiale St. Gertrud, Imbath
- Pfarrei St. Leonhard, Pförring, dazugehörig Filiale St. Andreas, Ettling und Filiale St. Margareta, Forchheim; Pfarrei St. Martin, Lobsing, dazugehörig Expositur Mariä Himmelfahrt, Offendorf mit Filiale St. Blasius, Hüttenhausen und Filiale St. Andreas, Tettenagger; Pfarrei St. Georg, Oberdolling, dazugehörig Filiale St. Stephan, Unterdolling
- Pfarrei St. Georg, Schamhaupten; Pfarrei St. Andreas, Wolfsbuch
- Pfarrei St. Stefan, Stammham, dazugehörig Filiale St. Martin, Westerhofen; Pfarrei Mariä Heimsuchung, Appertshofen